# میدان چایاندا

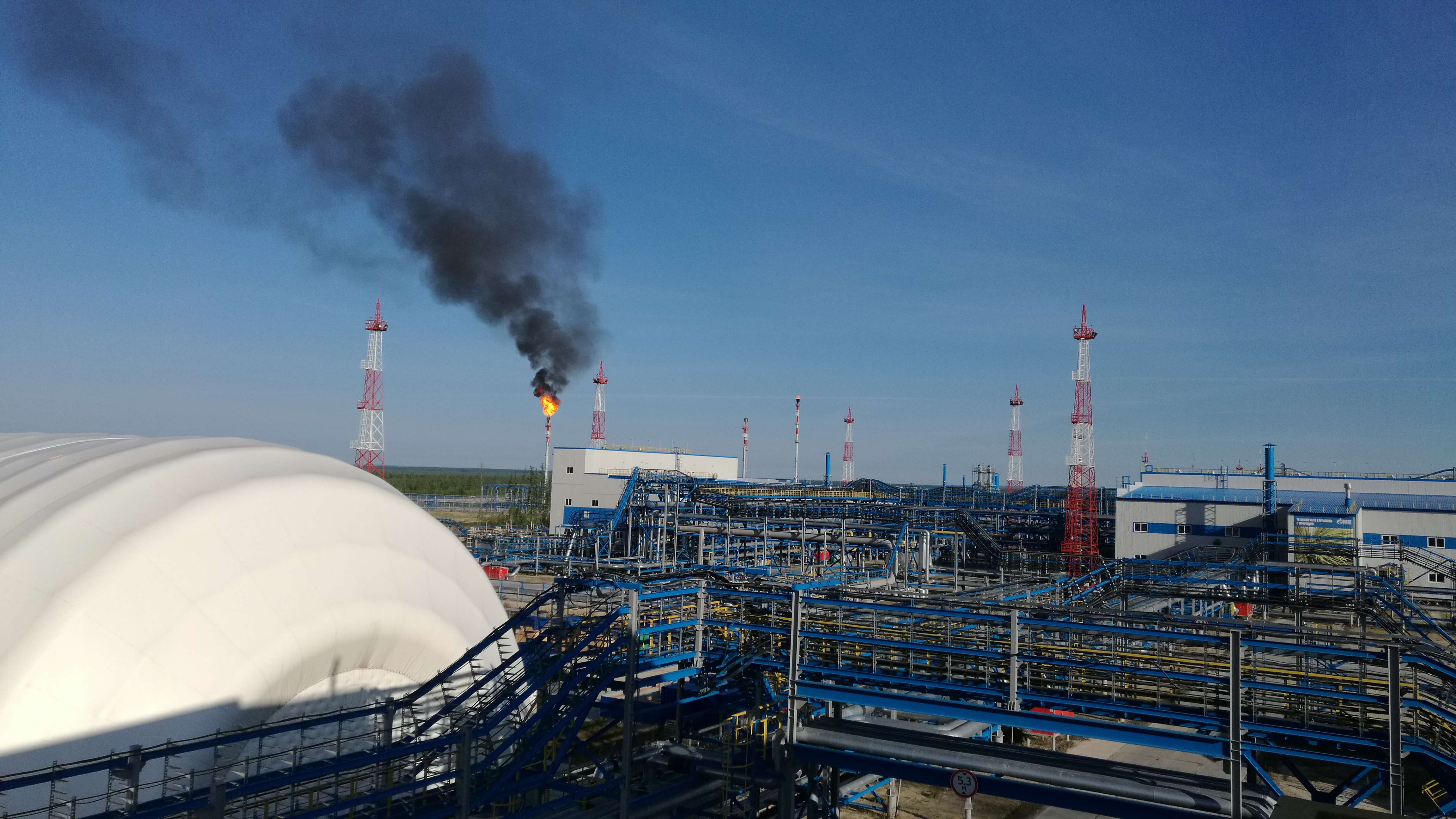
میدان چایاندا روسیه

میدان چایاندا (روسی: Чаяндинское месторождение) از میدان‌های نفتی روسیه، مستقر در جمهوری یاقوتستان است، که در سال ۱۹۸۹ کشف شد و هم‌اکنون متعلق به شرکت گازپروم می‌باشد.